# Домашни грижи
Домашните грижи са здравни грижи, които се осигуряват в дома на пациента от специалисти по здравни грижи (среща се също и терминът домашни здравни грижи). Много често терминът домашни грижи се използва и за немедицинските грижи, които се полагат от лица, които не са медицински сестри, лекари или други лицензирани медицински лица, докато терминът домашни здравни грижи се отнася за грижите, които се полагат от лицензирани лица.